# Zutkerque
 Zutkerque  es una población y comuna francesa, situada en la Región de Alta Francia, departamento de Paso de Calais, en el distrito de Calais y cantón de Marck.

## Demografía
| Gráfica de evolución demográfica de Zutkerque entre 2006 y 2019 |
|                                                                 |

Fuentes: INSEE.

## Políticos
Elecciones Presidential Segunda Vuelta:
| Elección | Elección | Candidato Ganador | Partido | %     |
| -------- | -------- | ----------------- | ------- | ----- |
|          | 2022     | Marine Le Pen     | RN      | 63,55 |
|          | 2017     | Marine Le Pen     | FN      | 56,96 |
|          | 2012     | François Hollande | PS      | 50,78 |
|          | 2007     | Nicolas Sarkozy   | UMP     | 55,68 |
|          | 2002     | Jacques Chirac    | RPR     | 72,88 |